# Monti Belgica
I monti Belgica sono un catena montuosa dell'Antartide. Situata nella Terra della Regina Maud e in particolare in corrispondenza della costa della Principessa Ragnhild, la catena si snoda per circa 16 km a est-sud-est dei monti Sør Rondane, da cui dista 100 km, e a nord dei monti del Principe de Ligne, da cui dista 16 km, e i suoi picchi più alti raggiungono un'altezza di 2590 m s.l.m. con il monte Victor. Tra le altre vette della formazione, si possono citare il monte Boë (2520 m), il monte Van der Essen (2525 m) e il monte Imbert (2495 m).

## Storia
I monti Belgica sono stati scoperti e fotografati durante la spedizione belga di ricerca antartica svoltasi tra il 1957 e il 1958 e comandata da Gaston de Gerlache, la formazione è stata poi così battezzata in onore della nave Belgica, comandata da Adrien de Gerlache, padre di Gaston, e facente parte della spedizione antartica comandata da quest'ultimo e svoltasi nel 1897-99.